# Zvon (České středohoří)
Zvon, v horolezecké komunitě zvaný spíše jako Francká hora, je vrch v Českém středohoří, který se nachází asi tři kilometry východně od obce Kostomlaty pod Milešovkou v katastrálním území Černčice u Žalan.
Z geologického se jedná o lakolit tvořený sodalitickým trachytem, který je vypreparován z pyroklastických sedimentů. Na úbočích a na vrcholu kopce se nacházejí skalnaté útvary (mrazové sruby, kamenná moře, puklinové jeskyňky). K nejzajímavějším skalním útvarům patří mohutná jižní stěna Hlavní masív, která je vysoká asi třicet metrů.
Zvon byl do roku 1993 chráněn jako státní přírodní rezervace Francká hora s popisem Příkrá znělcová homole se suťovými lesy s lípou na svazích.
Na vrchol nevede žádná turisticky značená trasa. Od Černčic však po východním úbočí stoupají modře, zeleně a červeně značené trasy, které prochází podél severovýchodní a jihovýchodní strany vrchu.